# Virginia Slims of Washington
Il Virginia Slims of Washington è stato un torneo femminile di tennis giocato dal 1972 al 1991. Si è disputato a Washington, D.C. negli USA su campi in sintetico indoor dal 1972 al 1975 e ancora dal 1978 al 1990. Dal 1976 al 1977 si è giocato sul cemento indoor e nell'ultimo anno sul cemento all'aperto.
Il torneo ha assunto diversi nomi del corso della sua storia: il più famoso è stato Virginia Slims of Washington, poi Colgate Championships of Washington e Avon Championships of Washington.
Nel 1980 e nel 1981 il torneo ha assunto il nome di Colgate Series Championships, evento a cui accedevano le migliori giocatrici che avevano accumulato più punti nella seconda parte della stagione: da aprile a novembre.

## Albo d'oro

### Singolare
| Anno | Campionessa         | Finalista           | Punteggio |
| ---- | ------------------- | ------------------- | --------- |
| 1972 | Nancy Richey        | Chris Evert         | 7-6, 6-2  |
| 1973 | Margaret Court      | Kerry Reid          | 6-1, 6-2  |
| 1974 | Billie Jean King    | Kerry Reid          | 6-0, 6-2  |
| 1975 | Martina Navrátilová | Kerry Reid          | 6-3, 6-1  |
| 1976 | Chris Evert         | Virginia Wade       | 6-2, 6-1  |
| 1977 | Martina Navrátilová | Chris Evert         | 6-2, 6-3  |
| 1978 | Martina Navrátilová | Betty Stöve         | 7-5, 6-4  |
| 1979 | Tracy Austin        | Martina Navrátilová | 6-2, 6-2  |
| 1980 | Martina Navrátilová | Tracy Austin        | 6-2, 6-1  |
| 1981 | Tracy Austin        | Andrea Jaeger       | 6-2, 6-2  |
| 1982 | Martina Navrátilová | Anne Smith          | 6-2, 6-3  |
| 1983 | Martina Navrátilová | Sylvia Hanika       | 6-1, 6-1  |
| 1984 | Hana Mandlíková     | Zina Garrison       | 6-1, 6-1  |
| 1985 | Martina Navrátilová | Manuela Maleeva     | 6-3, 6-2  |
| 1986 | Martina Navrátilová | Pam Shriver         | 6-1, 6-4  |
| 1987 | Hana Mandlíková     | Barbara Potter      | 6-4, 6-2  |
| 1988 | Martina Navrátilová | Pam Shriver         | 6-0, 6-2  |
| 1989 | Steffi Graf         | Zina Garrison       | 6-1, 7-5  |
| 1990 | Martina Navrátilová | Zina Garrison       | 6-1, 6-0  |
| 1991 | Arantxa Sánchez     | Katerina Maleeva    | 6-2, 7-5  |

### Doppio
| Anno | Campionesse                            | Finaliste                            | Punteggio     |
| ---- | -------------------------------------- | ------------------------------------ | ------------- |
| 1972 | Wendy Overton / Valerie Ziegenfuss     | Judy Tegart-Dalton / Françoise Dürr  | 7-5, 6-2      |
| 1973 | Rosie Casals / Julie Heldman           | Kerry Harris / Kerry Reid            | 6-3, 6-3      |
| 1974 | Billie Jean King / Betty Stöve         | Françoise Dürr / Kerry Harris        | 6-3, 6-4      |
| 1975 | Françoise Dürr / Betty Stöve           | Helen Gourlay-Cawley / Kerry Reid    | 6-3, 6-4      |
| 1976 | Ol'ga Morozova / Virginia Wade         | Wendy Overton / Mona Guerrant        | 7-6, 6-2      |
| 1977 | Martina Navrátilová / Betty Stöve      | Kristien Kemmer / Valerie Ziegenfuss | 7-5, 6-2      |
| 1978 | Billie Jean King / Martina Navrátilová | Betty Stöve / Wendy Turnbull         | 6-3, 7-5      |
| 1979 | Mima Jaušovec / Virginia Ruzici        | Sharon Walsh / Renée Richards        | 4-6, 6-2, 6-4 |
| 1980 | Billie Jean King / Martina Navrátilová | Rosie Casals / Chris Evert           | 6-4, 6-3      |
| 1981 | Rosie Casals / Wendy Turnbull          | Paula Smith / Candy Reynolds         | 6-3, 4-6, 7-6 |
| 1982 | Kathy Jordan / Anne Smith              | Martina Navrátilová / Pam Shriver    | 6-2, 3-6, 6-1 |
| 1983 | Martina Navrátilová / Pam Shriver      | Kathy Jordan / Anne Smith            | 4-6, 7-5, 6-3 |
| 1984 | Barbara Potter / Sharon Walsh          | Leslie Allen / Anne White            | 6-1, 6-7, 6-2 |
| 1985 | Martina Navrátilová / Gigi Fernández   | Claudia Kohde Kilsch / Helena Suková | 6-3, 3-6, 6-3 |
| 1986 | Martina Navrátilová / Pam Shriver      | Claudia Kohde Kilsch / Helena Suková | 7-5 6-3       |
| 1987 | Elise Burgin / Pam Shriver             | Zina Garrison / Lori McNeil          | 6-1, 3-6, 6-4 |
| 1988 | Martina Navrátilová / Pam Shriver      | Gabriela Sabatini / Helena Suková    | 6-3, 6-4      |
| 1989 | Betsy Nagelsen / Pam Shriver           | Nataša Zvereva / Larisa Neiland      | 6-2, 6-3      |
| 1990 | Zina Garrison / Martina Navrátilová    | Ann Henricksson / Dinky Van Rensburg | 6-0, 6-3      |
| 1991 | Jana Novotná / Larisa Neiland          | Gigi Fernández / Nataša Zvereva      | 5-7, 6-1, 7-6 |